# مؤتمر نزع السلاح العالمي

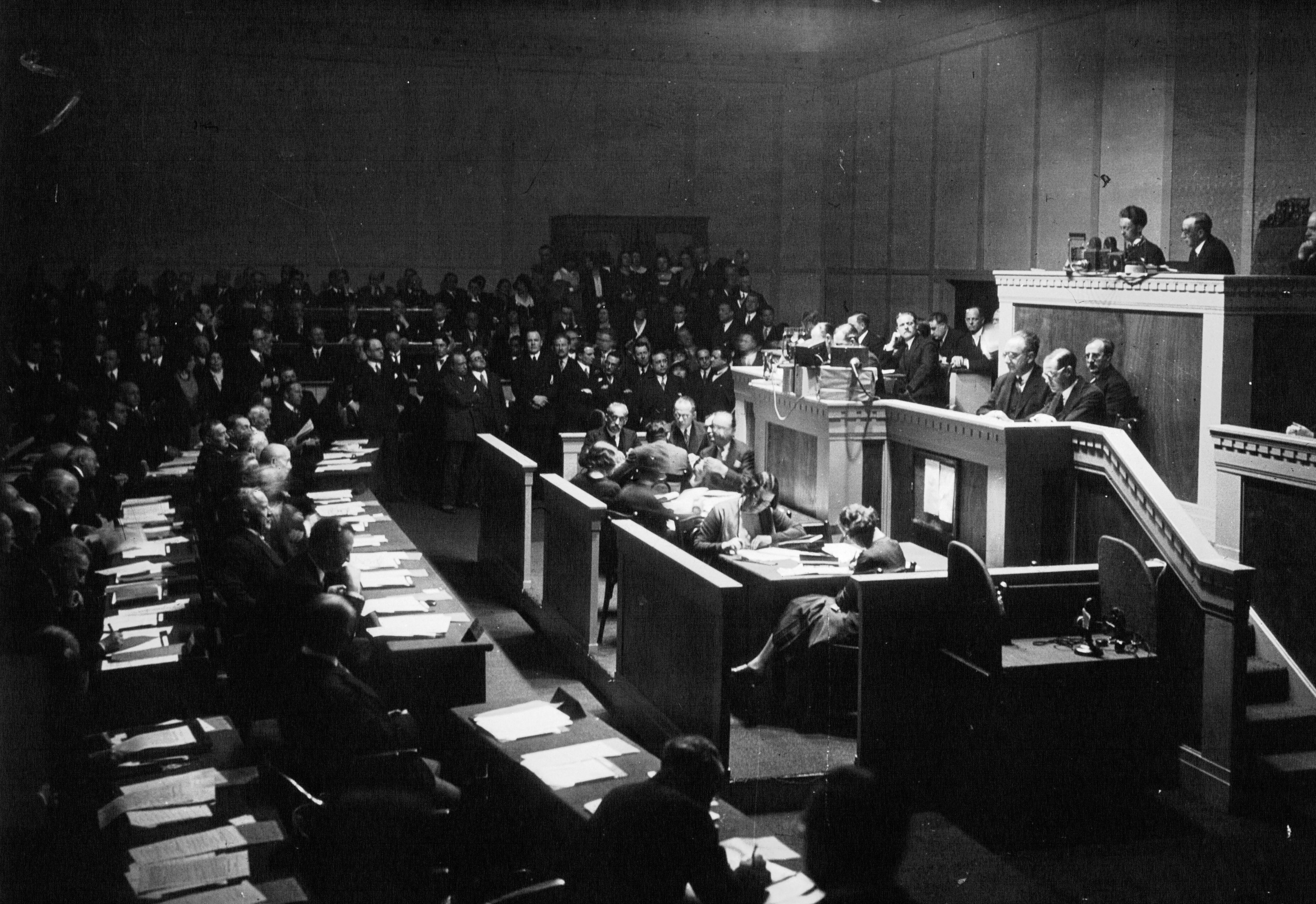
مؤتمر نزع السلاح العالمي

المؤتمر من أجل الحد من الفقر والحد من التسلح بين عامي 1932-1934 (المعروف أحيانًا بـ مؤتمر نزع السلاح العالمي أو مؤتمر نزع السلاح في جنيف) هو محاولة من جانب الدول الأعضاء في عصبة الأمم، مع الولايات المتحدة والاتحاد السوفييتي، لتفعيل أيديولوجية نزع السلاح. عقد المؤتمر في جنيف، بين عامي 1932 و 1934، ولكنه في الواقع استمر حتى عام 1937.
كانت أول الجهود للحد من التسليح على الصعيد الدولي في اتفاقيات لاهاي عامي 1899 و 1907، والتي فشلت في هدفها الأساسي. على الرغم من أن العديد من المحللين المعاصرين (والمادة 231 من معاهدة فرساي) قد ألقوا باللوم والذنب في اندلاع الحرب العالمية الأولى على ألمانيا. إلا أن المؤرخين بدأوا الكتابة في ثلاثينيات القرن العشرين في التأكيد على أن السبب كان سباق التسلح الذي سبق عام 1914. إضافة إلى أن جميع القوى الكبرى باستثناء الولايات المتحدة قد التزمت بنزع السلاح وفقًا لمعاهدة فرساي وميثاق عصبة الأمم. كما كانت هناك جهود من منظمات دولية غير حكومية لتعزيز نزع السلاح في العشرينيات وبداية الثلاثينيات.
بدأ التحضير للمؤتمر عن طريق لجنة تابعة لعصبة الأمم عام 1925، وبحلول عام 1931، كان هناك تأييد كاف لعقد المؤتمر، الذي بدأ تحت رئاسة وزير الخارجية البريطاني السابق آرثر هندرسون. كان الدافع وراء المحادثات فقرة من رسالة الرئيس فرانكلين روزفلت المرسلة إلى المؤتمر: «إذا كانت جميع الدول ستتفق بالكامل على القضاء على حيازة واستخدام الأسلحة التي تمكّن من شنّ هجوم ناجح، ستصبح الدفاعات تلقائيًا منيعة وستصبح الحدود واستقلال الدول آمنة».
كانت العديد من الصعوبات تحدق بالمحادثات من البداية، وكان من بين ذلك الخلافات حول ما الأسلحة «الهجومية» و«الدفاعية»، والصراع بين فرنسا وألمانيا، فقد كانت الحكومات الألمانية ذات التوجهات العسكرية لا ترى سببًا لكي لا تتمتع بلادهم بنفس المستوى من التسلح كغيرها من القوى، وخاصةً فرنسا. في حين كان الفرنسيون يصرون من جانبهم على أن قهر العسكرية الألمانية، هو تأمين ضد الصراعات الخطيرة في المستقبل التي قد تؤدي لحرب كالحرب العالمية الأولى. أما بالنسبة للحكومات البريطانية والأمريكية، فكانت غير مستعدة لتقديم أي التزامات أمنية إضافية لفرنسا في مقابل الحد من التسلح الفرنسي.
انهارت المحادثات عندما قرر أدولف هتلر انسحاب ألمانيا من كل من المؤتمر وعصبة الأمم في أكتوبر 1933. أثبتت فترة الثلاثينيات السعي الدولي المتعدد الأطراف لصالح السلام.